# Ryōe Tsukimura
Ryōe Tsukimura (月村 了衛, Tsukimura Ryōe) est un scénariste japonais d'anime.

## Filmographie
- Asagiri : Les prêtresses de l'aube (TV)
- El Hazard (TV)
- El Hazard, le Monde Magnifique (OAV)
- Moldiver (en) (OAV)
- Mozaïka (OAV)
- Noir (TV)
- Utena, la fillette révolutionnaire (TV)